# Gyrus parahippocampique
Le gyrus parahippocampique est un gyrus du lobe limbique du cortex cérébral. Il est situé sur la face interne de l'hémisphère, en dessous de l'hippocampe. Le cortex parahippocampique est séparé en dessous, par le sillon collatéral, du gyrus fusiforme T4. C'est du néocortex formé par 6 couches cellulaires, à la différence de l'Archipallium de l'hippocampe composé seulement de trois couches cellulaires. La zone de transition entre ces deux types de cortex s'appelle la région subiculaire. À l'avant, le gyrus se recourbe vers l'arrière sur l'arrière pour former l'uncus. Celui-ci est séparé du lobe temporal par le sillon rhinal.
Le segment antérieur du gyrus parahippocampique contient l'aire entorhinale d'où partent les afférences de l'hippocampe. Le cortex entorhinal a donc une fonction différente de celle du cortex parahippocampique.
La cinquième circonvolution temporale T5 est formée par le gyrus parahippocampique et la formation hippocampique.
|                                             | |
| Gyrus de la face médiale (hémisphère droit) | Gyrus parahippocampique, face médiale dessin d'après une photo d'une pièce anatomique tirée de Di Marino et als (2010) |
|                                             | |
| Face inférieure du cerveau                  | Coupe coronale de T5, au niveau du corps de l'hippocampe                                                               |

## Reconnaissance de scènes environnementales
La zone parahippocampique « parahippocampal place area » (PPA) est une sous-région du cortex parahippocampique qui se situe médialement dans le cortex temporo-occipital inférieur. Le PPA joue un rôle important dans l'encodage et la reconnaissance des scènes environnementales (plutôt que des visages). Les études d'IRMf indiquent que cette région du cerveau devient très active lorsque des sujets humains voient des stimuli de scène topographiques tels que des images de paysages, de paysages urbains ou de pièces (c'est-à-dire des images de « lieux »). Par ailleurs, d'après les travaux de Pierre Mégevand et al. en 2014, la stimulation de la région via des électrodes intracrâniennes donne lieu à d'intenses hallucinations visuelles topographiques de lieux et de situations.
Les dommages au PPA (par exemple, dus à un accident vasculaire cérébral) conduisent souvent à un syndrome dans lequel les patients ne peuvent pas reconnaître visuellement les scènes même s'ils peuvent reconnaître les objets individuels dans les scènes (tels que les personnes, les meubles, etc.). Le PPA est souvent considéré comme le complément de la zone faciale fusiforme (FFA), une région corticale voisine qui réagit fortement chaque fois que des visages sont visualisés, et qui est considérée comme importante pour la reconnaissance faciale.